# Grumpy
Pour plus de détails, voir Fiche technique et Distribution.
Grumpy est un film américain réalisé par George Cukor et Cyril Gardner, sorti en 1930.

## Synopsis
Un avocat londonien à la retraite capricieux mais adorable vit maintenant avec sa petite-fille Virginia. Ernest Heron, le mari de Virginia, revient d'Afrique du Sud avec un diamant précieux, et cette nuit-là, il est attaqué et la gemme est volée. Le seul indice sur l'identité de l'agresseur est un camélia qu'Ernest trouve serré dans sa main.
Les soupçons se portent sur Chamberlin Jarvis, une connaissance de Virginia qui était invitée à l'époque, et Grumpy le suit à son retour en ville, où il tente de vendre le diamant à Berci. Sachant que Jarvis est un suspect, Berci le détourne et le voleur, effrayé par une confrontation avec Grumpy, retourne finalement au pays, rend le bijou et est arrêté.

## Fiche technique
- Titre : Grumpy
- Réalisation : George Cukor et Cyril Gardner
- Scénario : Doris Anderson d'après la pièce de Horace Hodges et Thomas Wigney
- Photographie : David Abel
- Pays d'origine :  États-Unis
- Format : Noir et blanc - Mono
- Genre : Comédie
- Durée : 74 minutes
- Dates de sortie : 
  - États-Unis : 1er août 1930

## Distribution
- Cyril Maude : Grumpy Bullivant
- Phillips Holmes : Ernest Heron
- Frances Dade : Virginia Bullivant
- Paul Lukas : Berci
- Halliwell Hobbes : Ruddick
- Paul Cavanagh : Chamberlin Jarvis
- Olaf Hytten : Keble